# Wilhelm Leichum
Wilhelm Leichum, né le 12 mai 1911 à Neu-Isenburg et décédé le 19 juillet 1941 à Gorki en Union soviétique, était un athlète allemand. Il a été deux fois champion d'Europe en saut en longueur et a gagné une médaille en relais aux Jeux olympiques d'été de 1936 à Berlin.

## Palmarès

### Jeux olympiques
- Jeux olympiques 1936 à Berlin ( Allemagne)
  - 4e en saut en longueur
  -  Médaille de bronze en relais 4 × 100 m

### Championnats d'Europe d'athlétisme
- Championnats d'Europe d'athlétisme de 1934 à Turin  Italie
  -  Médaille d'or en saut en longueur
- Championnats d'Europe d'athlétisme de 1938 à Paris  France
  -  Médaille d'or en saut en longueur